# Emil Schumacher
Emil Schumacher (Hagen, Westfalen, 29 de agosto de 1912 - San José, Ibiza, 4 de octubre de 1999), fue un pintor alemán. Fue un destacado artista del expresionismo abstracto en la Alemania de la posguerra.
En el 2009 se inaugura el Kunstquartier Hagen combinando las obras del Museo Osthaus de Hagen con el nuevo museo Emil Schumacher en un único museo.

## Comienzos
Nace en Hagen, Alemania, es el tercer hijo de Anna y Emil Schumacher. Cursa la escuela secundaria en Hagen, y a los 18 años realiza un tour en bicicleta hasta París, Francia. En 1941 se casa con Ursula Klapprott y tienen un hijo llamado Ulrich.

## Carrera
Desde 1932 hasta 1935 estudia diseño gráfico en la Escuela de Artes Aplicadas en Dortmund con el propósito de dedicarse a la publicidad.
Durante estos años realiza varios viajes en bicicleta al extranjero, en uno de sus viajes cruza el paso St. Gotardo llegando al Lago Maggiore, Italia. En el periodo 1935-1939 participa como artista independiente en varias exhibiciones.
Durante la Segunda Guerra Mundial es enrolado en el ejército alemán, y trabaja como dibujante técnico en la fábrica de armamento Akkumulatoren–Werke de Hagen; al concluir la guerra retoma su carrera como artista. En 1947 realiza su primera exposición solo en el Studio für neue Kunst, y funda junto con otros artistas el grupo Junger Westen.
Participa en la exhibición Willem Sandberg Deutsche Kunst nach 45 (Arte alemán después del 1945) realizada en 1954 en el Museo Stedelijk en Ámsterdam: donde por primera vez desde la Segunda Guerra Mundial el arte contemporáneo alemán es presentado en el extranjero. Y al año siguiente participa de la exhibición Peintures et sculptures non figuratives en Allemagne d’aujourd’hui in Paris; donde por primera vez, diez años después de finalizada la guerra René Drouin expone arte alemán contemporáneo en el Cercle Volney en Francia.

Entre 1966 y 1977 se desempeña como profesor de la Academia de Arte de Karlsruhe, Alemania.
Es profesor visitante de la Escuela de Artes de Minneapolis, Minneapolis, Estados Unidos, entre 1967 y 1968. Durante su estancia en Minneapolis, crea una serie de obras sobre papel, las mismas son denominadas la Minneapolis Suite y son exhibidas en la Galería Lefebre en Nueva York y en la Galerie de Montréal en Montreal, Canadá.
Realiza extensos viajes por Estados Unidos.
En 1969 pasa una temporada durante el invierno en la isla de Djerba en Túnez. Durante su estancia se inspira para producir las Aguadas de Djerba durante los años subsiguientes.
A partir de 1971, visita con frecuencia Ibiza durante la primavera y el verano. Durante el otoño de 1974 pasa un tiempo en Cunardo, Lago Maggiore donde produce sus primeras cerámicas en Cerámica Ibis.
En 1983 durante un viaje por Marruecos obtiene la inspiración para producir Suite Maroc, una serie de 36 láminas.
En 1988 diseña y construye una pared con cerámicos de 20 m de largo para el nuevo edificio del Parlamento Regional de Renania del Norte-Westfalia. Posteriormente en 1996 Schumacher diseña un mural con mosaicos de 20 m de largo y 3 m de alto para la estación Coliseo del subterráneo de Roma, Italia. Y en esta misma modalidad en 1999 realiza un mural en el edificio del Reichstag en Berlín.

## Distinciones
1948: Premio a pintor joven de la ciudad de Recklinghausen, Alemania.
1955 Premio pintura de la ciudad de Iserlohn, Alemania.
1958: Premio Karl Ernst Osthaus, Hagen, Alemania.
1958: Premio Guggenheim, Nueva York.
1959: Premio del Ministerio de Cultura de Japón con motivo de la V. Exhibición Internacional de Arte, Tokio.
1962: Premio Cardazzo en la XXX Bienal de Venecia, Italia.
1962: Primer premio Bang Danh-Du durante la Primera Exhibición Internacional de Arte, Saigón, Vietnam.
1963: Gran Premio de North-Rhine Westphalia, Düsseldorf, Alemania.
1965: Segundo premio VI. Exposición Internacional de Grabado, Ljubljana.
1966: Premio del alcalde de Tokio, durante la 5.ª Exhibición Bienal de Impresiones, Tokio, Jopan.
1968: Se le otorga la Cruz al Mérito de Primera Clase de la Orden del Mérito de la República Federal de Alemania.
1968: Miembro de la Academia de Arte de Berlín, Alemania.
1974: Premio de la ciudad de Ibiza en la Bienal Gráfica de 1974.
1978: Premio August Macke de la ciudad de Meschede, Alemania.
1982: Miembro de la Orden de Mérito (Pour le Mérite) de Ciencias y Artes.
1982: Premio Rubens de la ciudad de Siegen, Anillo de Honor de la ciudad de Hagen, ambas en Alemania.
1983: Gran Cruz al Mérito con estrella de la Orden del Mérito de la República Federal de Alemania.
1987: Premio Jerg-Ratgeb de la ciudad de Reutlingen, Alemania.
1987: Distinción de la Academia Europea de Artes, Trier, Alemania.
1987: Orden al Mérito de North Rhine-Westphalia, Alemania.
1988: Medalla de Plata en la 2.ª Bienal Internacional en Bagdad, Irak.
1988: Ciudadano honorario de la ciudad de Hagen.
1990: Premio Herbert-Boeckl pintura europea moderna.
1990: Primer premio en la 1.ª Bienal Europea de grabados contemporáneos Diekirch, Luxemburgo.
1991: Gran Premio de Honor, Medalla de Oro en la XIX. Bienal Internacional de Grabado, Ljubljana.
1991: Premio Harry-Graf-Keßler de la Asociación de Artistas Alemanes.
1992: Doctor honoris causa de la Technical University of Dortmund, Alemania.
1993: Salón de Honor de la XX, Bienal Internacional de Grabado, Ljubljana.
1997: Gran Premio de Honor de la Trienal Gráfica Internacional 1997, Cracovia, Polonia.
1997: Ciudadano honorario de la Universidad de Jena (Universidad Friedrich-Schiller), Alemania.